# Bonitet staništa
Bonitet staništa je stupanj kvalitete nekog staništa. To je sposobnost nekog tla, da pri normalnim uvjetima i za određeno vrijeme proizvede određenu količinu drvne mase po jedinici površine. 
Bonitet uvjetuju brojni čimbenici: reljefni, klimatski, edafski, biološki, atmosferski i dr. Različite kombinacije tih čimbenika određuju kvalitetu staništa i njegov bonitet. Postoji 5 bonitetnih razreda u šumarstvu od 1 do 5 (1 je najbolji, a 5 najlošiji). Postoji i 4 podrazreda, koji su prijelaz između dva bonitetna razreda npr. bonitetni podrazred 3/4). Šumske sastojine 1. boniteta imaju viša, deblja i kvalitetnija stabla od ostalih sastojina.